# 広沢寺 (松本市)
広沢寺（こうたくじ）は、長野県松本市里山辺にある曹洞宗の寺院。開山は雪窓一純。本尊は釈迦如来。山号は龍雲山。
信濃国守護の小笠原氏の菩提寺として創建され、以来寺領が十数万坪になるなど繁栄を重ねた。近年、小笠原氏から住職が出て復興された。現在の住職は旧駒澤大学名誉教授の小笠原隆元。

## 歴史
嘉吉元年（1441年）、信濃守護で松本井川館主の小笠原政康が創建し、越前国（福井県南条郡南越前町小倉谷）の慈眼寺（越藩古禪林普門山慈眼禪寺）を本寺として、臨済宗の寺として開創。政康の法名「龍雲寺殿天関正透」から当初は護法山龍雲寺と称した。宝徳元年（1449年）に小笠原持長により曹洞宗に改宗、近江国高島郡の新豊寺（滋賀県高島市今津町今津の洞雲山曹沢寺）から雪窓一純を迎えて中興した。天文11年（1542年）小笠原長棟の法名「広沢寺殿天祥正安」に因み龍雲山広沢寺と改められた。江戸時代には寺領15石を幕府から安堵された。古来信濃三沢寺として伝えられ、小笠原家の菩提寺であることから、松本藩による明治維新直後の廃仏毀釈を免れた。
本堂は延宝5年（1677年）の建造で、禅寺に多く見られる方丈様式である。境内には永享の乱で没落して諸国を放浪していた三河松平氏の祖先得川有親を、小笠原氏庶流の林光政（三河林氏の祖）が饗応した「兎田」の碑がある。
貴重な書物を数多く所有し、中でも『五燈會元』は完全セットとしては世界に2つしかない（残り1つは台湾国立故宮博物院）大変貴重な物である。

## 伽藍・境内
- 本堂
- 鐘楼
- 観音堂
- 稲荷堂
- 宝堂
- 小笠原家廟所

## 文化財
- 堆朱菊花文香合-室町時代、市指定重要文化財
- 小笠原家墓所-江戸時代、市指定史跡

## 所在地
松本市里山辺林5112

## 交通アクセス
- JR篠ノ井線松本駅より車で15分
- 中央道松本インターより6km